# OCZ Technology
OCZ Technology fue un fabricante de componentes informáticos con sede en San José, California, EE. UU. Fue fundada en el año 2000 con el objetivo de fabricar las mejores memorias RAM para los entusiastas y overclockers del ordenador, siendo, por ejemplo, el primer fabricante en ofrecer kits de memoria Dual Channel optimizados para los usuarios. Desde entonces, OCZ ha dirigido sus productos para este mercado de entusiastas del hardware informático.
A día de hoy, OCZ es líder en el diseño y fabricación de unidades de almacenamiento sólido (SSD), además de seguir teniendo una muy alta presencia en otros mercados, como el de las memorias RAM o las fuentes de alimentación. Además en 2007 adquirió a la empresa PC Power & Cooling, pasando a ser un división de OCZ, la cual cuenta con 25 años de experiencia en el mercado de las fuentes de alimentación y es conocida por su alta calidad e innovación, como por ejemplo, al ser la primera empresa en fabricar la primera fuente de alimentación con certificado SLI de NVIDIA o la primera fuente de alimentación de 1000W, entre otros muchos logros.

## Productos

### Memoria RAM

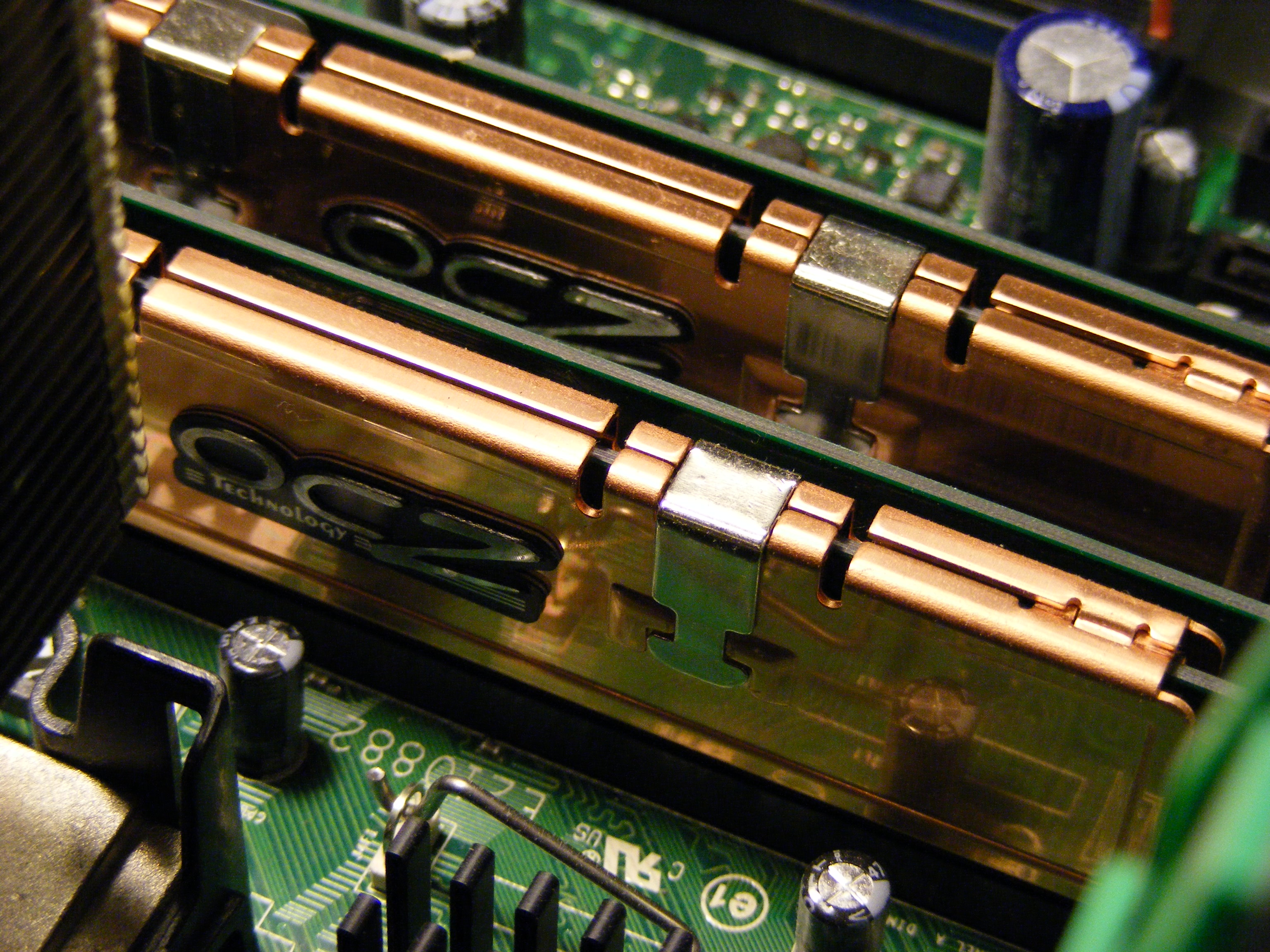
Módulos OCZ de memoria RAM DDR2 2 x 1GB

OCZ comenzó en el mercado fabricando memorias RAM para ordenadores. Sus primeros productos eran memorias del tipo DDR a diferentes velocidades que van desde los 266MHz (PC-2100) a los 625MHz (PC-5000), y distribuidas en diferentes series. Por ejemplo, la serie “Value” estaba destinada a usuarios de escritorio, mientras que la serie “Platinum” se centraba en servidores y usuarios entusiastas del ordenador.
A partir de 2006, OCZ comenzó a ofrecer varias series de memorias tipo DDR2. Estas series incluyen las series “Value”, “Gold” y “Platinum” que están dirigidas a los usuarios de escritorio, la serie “Titanium” destinada a servidores y las series “Limited Edition” que se dirige a los usuarios entusiastas. Estas últimas incluyen gran capacidad de overclocking y mejor refrigeración, ya sea por aire o agua.

### Memoria Flash
Otro producto que ofrece OCZ son las memorias de tipo Flash. En este campo ofrece tarjetas del tipo Secure Digital, (SD y micro SD), con capacidades de hasta 32GB, y también dispositivos de memoria USB, con capa

### Unidades de almacenamiento sólido
Las unidades de almacenamiento sólido (SSD) son uno de los productos en los que OCZ destaca. Tiene una amplia gama de SSD tanto para los usuarios de PC como para los de MAC. OCZ ha sido la primera empresa en implementar el controlador “Indilinx Barefood” en su serie más vendida, la serie Vertex. Además anunció en junio de 2009, una nueva serie denominada Colossus con capacidades que van desde 128 GB a 1 TB.